# Trippie Redd
Майкл Ламар Вайт IV (англ. Michael Lamar White IV), відомий як Тріпі Ред (Trippie Redd) — американський репер і співак. Насамперед відомий завдяки таким трекам як:«Taking a Walk»,«Love Scars», «Poles1469» та «Dark Knight Dummo». Останні дві композиції отримали золоту сертифікацію RIAA. Окрім того, пісня «Dark Knight Dummo» посіла 72 сходинку хіт-параду Billboard Hot 100 та отримала платинову сертифікацію RIAA.

## Біографія
Майкл Вайт народився 18 червня 1999 року в Кантоні, Огайо, США. Виховувався матір'ю, оскільки його батько на момент народження сина вже перебував у в'язниці. Загалом хлопець провів своє дитинство в Кантоні, якщо не брати до уваги декілька переїздів до міста Колумбус, Огайо. Перше знайомство з музикою відбулося, коли його матір вмикала пісні таких виконавців як: Ашанті, Beyoncé, Тупак Шакур та Nas. Згодом Вайт також перемкнув свою увагу на T-Pain, KISS, Nirvana, Gucci Mane, Marilyn Manson та Lil Wayne. Однак, бажання читати реп інспіровано іншим реп-виконавцем, який відомий під псевдонімом Lil Tae (згодом загинув у автокатастрофі). Вайт почав серйозно займатися музикою 2014 року і навіть записав пісні «Sub-Zero» та «New Ferrari», які невдовзі довелось видалити.
Після закінчення середньої школи, Вайт переїхав до Атланти, де й зустрів репера Lil Wop, а згодом отримав пропозицію підписати контракт зі студією звукозапису.

## Кар'єра
Lil Wop допоміг Вайту розпочати свою співпрацю з професійною студією звукозапису, де виконавець разом із Lil Wop'ом та Коді Шейн записали три проекти: «Awakening My Inner Beast», «Beast Mode» та «Rock the World Trippie». Невдовзі Вайт підписав контракт із лейблом «Strainge Entertainment» та переїхав до Лос-Анджелеса.
У травні 2017 року світ побачив його дебютний мікстейп «A Love Letter to You», головним синглом якого стала пісня «Love Scars», яка за декілька місяців набрала більш ніж 8 мільйонів переглядів на YouTube та більш ніж 13 мільйонів на SoundCloud. Вайт взяв участь у записі альбому «17»> американського реп-виконавця XXXTentacion, зокрема працював над піснею «Fuck Love», яка посіла 28 сходинку хіт-параду Billboard Hot 100.
У жовтні 2017 року Вайт випустив свій другий мікстейп «A Love Letter to You II», який дебютував на 34 сходинці хіт-парадуBillboard 200. Наприкінці жовтня цього ж року, Вайт та Lil Wop також випустили спільний міні-альбом під назвою «Angels & Demons».
5 грудня 2017 року Вайт презентував пісню «Dark Knight Dummo», яка записана за участі Тревіса Скота. Пісня посіла 72 сходинку хіт-параду Billboard Hot 100 (Вайт вперше ввійшов до чарту як головний виконавець треку). 25 грудня 2017 року Вайт опублікував пісню «TR666» (продюсер — Скотт Строч; за участі Swae Lee) на своїй сторінці у SoundCloud. Прем'єра треку відбулася 30 листопада. Невдовзі світ побачила пісня «18», записана за участі Baauer'а, Кріса Ву, Joji та Rich Brian'а.
У березні 2018 року виконавець дав інтерв'ю журналу «Billboard». Вайт повідомив, що над записом його дебютного альбому працюватимуть Ліл Вейн та Ерика Баду.. У липні 2018 року Вайт оголосив, що альбом матиме назву «Life's a Trip» та міститиме 26 треків, однак невдовзі трекліст довелось скоротити до 16 пісень. 22 червня 2018 року виконавець презентував два сингли — «Me Likey» and «How You Feel», а 7 серпня 2018 року — пісню «Taking a Walk». Офіційний вихід платівки «Life's a Trip» відбувся 10 серпня 2018 року. Альбом дебютував на 4 сходинці хіт-параду Billboard 200 Album Chart, а сингл «Taking A Walk» посів 49 сходинку хіт-параду Billboard Hot 100.

## Дискографія

### Альбоми

#### Студійні альбоми
| Назва         | Деталі                                                                                            | Позиція у хіт-параді | Позиція у хіт-параді | Позиція у хіт-параді | Позиція у хіт-параді | Позиція у хіт-параді | Позиція у хіт-параді | Позиція у хіт-параді | Позиція у хіт-параді | Позиція у хіт-параді | Позиція у хіт-параді | Продажі      |
| Назва         | Деталі                                                                                            | US                   | AUS                  | CAN                  | FIN                  | GER                  | NOR                  | NZ                   | SWE                  | SWI                  | UK                   | Продажі      |
| ------------- | ------------------------------------------------------------------------------------------------- | -------------------- | -------------------- | -------------------- | -------------------- | -------------------- | -------------------- | -------------------- | -------------------- | -------------------- | -------------------- | ------------ |
| Life's a Trip | - Вихід: 10 серпня 2018 - Лейбл: TenThousand Projects, Caroline - Формат: Електронне завантаження | 4                    | 14                   | 5                    | 29                   | 98                   | 10                   | 11                   | 22                   | 39                   | 19                   | - US: 15,000 |

#### Мікстейпи
| Назва                  | Деталі                                                                                  | Позиція у хіт-параді |
| Назва                  | Деталі                                                                                  | US                   |
| ---------------------- | --------------------------------------------------------------------------------------- | -------------------- |
| A Love Letter to You   | - Вихід: 12 травня 2017 - Лейбл: TenThousand Projects - Формат: Електронне завантаження | 64                   |
| A Love Letter to You 2 | - Вихід: 6 жовтня 2017 - Лейбл: TenThousand Projects - Формат: Електронне завантаження  | 34                   |

### Міні-альбоми
| Назва                            | Деталі                                                                                     |
| -------------------------------- | ------------------------------------------------------------------------------------------ |
| Awakening My InnerBeast          | - Вихід: August 27, 2016 - Лейбл: TenThousand Projects - Формат: Електронне завантаження   |
| Beast Mode                       | - Вихід:19 жовтня 2016 - Лейбл: TenThousand Projects - Формат: Електронне завантаження     |
| Rock the World, Trippie          | - Вихід: 13 листопада 2016 - Лейбл: TenThousand Projects - Формат: Електронне завантаження |
| White Room Project               | - Вихід: 19 січня 2017 - Лейбл: TenThousand Projects - Формат: Електронне завантаження     |
| A Love Letter You'll Never Get   | - Вихід: 30 серпня 2017 - Лейбл: TenThousand Projects - Формат: Електронне завантаження    |
| Angels and Demons (with Lil Wop) | - Вихід:31 жовтня 2017 - Лейбл: TenThousand Projects - Формат: Електронне завантаження     |

### Сингли

#### Як головний виконавець
| Назва                                        | Рік  | Позиція у хіт-параді | Позиція у хіт-параді | Позиція у хіт-параді | Сертифікації     | Альбом                 |
| Назва                                        | Рік  | US                   | US R&B/HH            | CAN                  | Сертифікації     | Альбом                 |
| -------------------------------------------- | ---- | -------------------- | -------------------- | -------------------- | ---------------- | ---------------------- |
| «Poles1469» (featuring 6ix9ine)              | 2017 | —                    | 44                   | —                    | - RIAA: Gold     | A Love Letter to You   |
| «Love Scars»                                 | 2017 | —                    | —                    | —                    | - RIAA: Platinum | A Love Letter to You   |
| «Bust Down»                                  | 2017 | —                    | —                    | —                    | - RIAA: Gold     | A Love Letter to You 2 |
| «Dark Knight Dummo» (featuring Travis Scott) | 2017 | 72                   | 29                   | 93                   | - RIAA: Platinum | Life's a Trip          |
| «How You Feel»                               | 2018 | —                    | —                    | —                    |                  | Life's a Trip          |
| «Me Likey»                                   | 2018 | —                    | —                    | —                    |                  | Non-album single       |

#### Як запрошений виконавець
| Назва                                                              | Рік  | Позиція у хіт-параді | Позиція у хіт-параді | Позиція у хіт-параді | Позиція у хіт-параді | Позиція у хіт-параді | Позиція у хіт-параді | Позиція у хіт-параді | Альбом            |
| Назва                                                              | Рік  | US                   | US R&B/HH            | CAN                  | ITA                  | NZ Heat.             | SWE                  | SWI                  | Альбом            |
| ------------------------------------------------------------------ | ---- | -------------------- | -------------------- | -------------------- | -------------------- | -------------------- | -------------------- | -------------------- | ----------------- |
| «Ill Nana» (DRAM featuring Trippie Redd)                           | 2017 | —                    | —                    | —                    | —                    | —                    | —                    | —                    | Big Baby D.R.A.M. |
| «18» (Kris Wu, Rich Brian, Joji featuring Tripple Redd and Baauer) | 2018 | —                    | —                    | —                    | —                    | —                    | —                    | —                    | Non-album single  |
| «Fuck Love» (XXXTentacion featuring Trippie Redd)                  | 2018 | 28                   | 18                   | 31                   | 73                   | 2                    | —                    | 88                   | 17                |
| «Jump» (Julia Michaels featuring Trippie Redd)                     | 2018 | —                    | —                    | —                    | —                    | 7                    | —                    | —                    | В очікуванні      |

### Інше
| Назва                                                                             | Рік  | Позиція у хіт-параді | Позиція у хіт-параді | Позиція у хіт-параді | Позиція у хіт-параді | Позиція у хіт-параді | Альбом                       |
| Назва                                                                             | Рік  | US                   | US R&B/ HH           | CAN                  | NZ Heat.             | UK                   | Альбом                       |
| --------------------------------------------------------------------------------- | ---- | -------------------- | -------------------- | -------------------- | -------------------- | -------------------- | ---------------------------- |
| «66» (Lil Yachty featuring Trippie Redd)                                          | 2018 | 73                   | 36                   | 74                   | 3                    | —                    | Lil Boat 2                   |
| «Wish» (Diplo featuring Trippie Redd)                                             | 2018 | —                    | —                    | —                    | 8                    | —                    | California and Life's a Trip |
| «Taking a Walk»                                                                   | 2018 | 46                   | 22                   | 49                   | —                    | 80                   | Life's a Trip                |
| «Missing My Idols»                                                                | 2018 | —                    | —                    | —                    | —                    | —                    | Life's a Trip                |
| «Forever Ever» (featuring Young Thug and Reese Laflare)                           | 2018 | —                    | —                    | —                    | —                    | —                    | Life's a Trip                |
| «Bang!»                                                                           | 2018 | —                    | —                    | —                    | —                    | —                    | Life's a Trip                |
| «Shake It Up»                                                                     | 2018 | —                    | —                    | —                    | —                    | —                    | Life's a Trip                |
| «—» denotes a recording that did not chart or was not released in that territory. |      |                      |                      |                      |                      |                      |                              |